# آرتور الکینز
آرتور الکینز (انگلیسی: Arthur Elkins؛ 1880 – ۱۹۲۰ (۳۹−۴۰ سال)) بازیکن فوتبال بود.
از باشگاه‌هایی که در آن بازی کرده‌است می‌توان به باشگاه فوتبال گریمزبی تاون اشاره کرد.